# Sekirani
Sekirani (makedonska: Секирани) är en ort i Nordmakedonien. Den ligger i den sydvästra delen av landet, 100 kilometer söder om huvudstaden Skopje. Sekirani ligger 639 meter över havet och antalet invånare är 395.